# 同性愛とカトリック
ローマ・カトリック教会において、同性愛行為は自然法に反する罪深い (sinful) ものとされる。カトリック教会において性行為の本性は神の内的三位一体と呼応する結合的で豊穣に結び付くものとされ、適切に表出される限りにおいては神聖視されている一方、これに沿わない同性愛行為 (や肛門性交、自慰、姦淫といった「逸脱的」な性行為) は罪深いとされるのである。
また、同教会は人間の性の相互補完性、すなわち異なる者が結合するという性格を神の意思であると認め、同性間の性行為はこの枠組みから外れるものとする。

## 「異常者」への眼差し
カトリック教会は同性結婚の法制化には反対しているものの、同性に惹かれる者に同情するよう求め、こうした者への迫害や暴力に反対している。
実際に同性への欲求を経験している者に対し、カトリック教会は次のような助言を与えている。

## 聖職者による貞節の勧め
ニューヨーク市の枢機卿テレンス・クック (Terence Cooke) は、LGBTのカトリック教徒が性行為についての教皇庁の意向を遵守するように促すための聖職者組織が必要であると認識し、ジョン・ハーヴェイおよび修道会 Franciscan Friars of the Renewal の司祭ベネディクト・グレシェル (Benedict Groeschel) とともにカレッジ・インターナショナル (Courage International) を開始した。最初の会合は1980年9月、ニューヨーク市サウス・フェリーのマザー・シートン礼拝堂 (Shrine of Mother Seton) にて開催されている。
カトリック医師会 (Catholic Medical Association) は、同性愛的欲求は予防できるものであり、他の要因の症候であると述べている。また「各人の生の状態に応じた、貞節な生活を送る自由」を目標として治療を行なうべきであるとする。

## 公的見解と異なる立場
同性愛に対するカトリック教会の公式見解については、叙任された聖職者を含め一般のカトリック信者や神学者などから議論が提起されており、教会の権威的方針に異論を唱えた結果として役職から除かれた者もいる。教会内部にも多くの賛否の議論があるものの、公式の見解は決定的で変更の余地のない権威的教義と見なされているのが実情である。
バチカン市国国務省長官で枢機卿のタルチジオ・ベルトーネが2008年5月19日に発布した Rescriptum ex audientia と呼ばれる文書では、カトリック教会教理省 (Congregation for Catholic Education) が2005年に示した基準が、例外のない普遍的なものであるということが再度強調された。
こうした教会の方針への反論、あるいはカトリック信仰と同性愛の共存の訴えとしては、一連の神学者による議論がよく知られている。後にアメリカカトリック大学 (The Catholic University of America) の職を解かれることとなった元司祭の神学教授チャールズ・カラン (Charles Curran) もこの中の一人である。カランは肉体的な観点から行為の道徳性を判断することは不適当であると主張する。
カランはまた、カトリック教理省 (Congregation for the Doctrine of the Faith) が、教会の立場に批判的な著述活動を行なう者に対し、発言の抑圧を行なっていると指摘している。これはジョン・マクネイル (John J. McNeill) の著作 The Church and the Homosexual について教会が行なっている批判について述べたものである。
また、カトリック司祭であるジェームズ・アリソン (James Alison) は、当時枢機卿であったヨーゼフ・ラッツィンガー（後の265代ローマ教皇ベネディクト16世）が「同性愛者についての司牧における配慮」 (On the Pastoral Care of Homosexual Persons) で示した見解は「福音書と整合していない」もので、端的に言えば「事実上教会の教えになり得ないもの」であるとしている。アリソンは以下のように述べている。
さらに、ドミニコ会司祭ギャレス・ムーア (Gareth Moore) は、A Question of Truth において、教会は性の問題とその道徳的「意味」に過剰な懸念を抱いていると指摘している。ムーアは、実際にはそうした「意味」はそうあれと望む者によって形成されているものとみなし、結論として以下のように述べている。
学者による教会への反論に加え、教会組織の内部においても聖職者による論争や実践が続けられてきた。同性愛に対する教会の活動や職務を巡る論争では、ニュー・ウェイズ・ミニストリー (New Ways Ministry) を設立した神父ロバート・ナジェントとジャニーヌ・グラミック (Jeannine Grammick) が知られている。彼らはいずれもカトリック教理省により、公式見解に異論を唱え、同性愛者に対して同性愛行為がカトリックの教義に反しないという誤まった認識を与えているとの理由で懲戒を受けている。
カトリック教会デトロイト大司教区のトマス・ガンブルトン (Thomas Gumbleton) とニューヨーク市ロチェスターのマシュー・クラーク (Matthew Clark) も、ニュー・ウェイズ・ミニストリーへの関与と教義を歪めた廉によって同様の批判を浴びた。また、フランスで司教ジャック・ゲイヨ (Bishop Jacques Gaillot) がその司教座から追われた理由は、彼が同性愛の問題について教会の立場とは異なった説教を続けていたことであるとみられている。
同性結婚に関しても一定の譲歩を認める立場があり、ドイツ・フライブルク大司教でドイツ司教会 (Conference of German Bishops) 会長のロバート・ツォリチュ (Robert Zollitsch) は、ドイツの雑誌『デア・シュピーゲル』上の記事において、国が認めるシビル・ユニオンは容認、同性結婚には反対との立場を示している。アイルランド・ダブリン大司教のディアミド・マーティン (Diarmuid Martin) も、アイルランドでのシビル・ユニオンの議論について同様の立場を表明している。

## 公式見解を擁護する立場
教会の見解は権威的教説として検討の余地のない決定的なものとなっており、聖職者・平信徒を問わず大部分のカトリック信者は同性愛に関する公的な見解を支持し、見直しの動きに批判的である。
司教の中には教会の立場の強い支持で知られている者もいる。中でも著名なのはいずれも枢機卿のジョージ・ペル (George Cardinal Pell) およびフランシス・アリンツェ (Francis Cardinal Arinze) である。彼らは社会的単位としての家族が「同性愛によって愚弄され」、「異常な結び付きによって破壊されている」と述べている。
ベネディクト16世が教皇に選出された後、教理省は同性愛者が聖職に就くことを禁じるための「手引き」を発表し、「根深い同性愛傾向を示す者、あるいはいわゆる『ゲイ・カルチャー』を支持する者」、および過去三年間にそうした「傾向」を示した人物は、いかなる者であれ神学校への受け容れを禁じ、また聖職にも任じないことを明らかにした。